# Ponzu

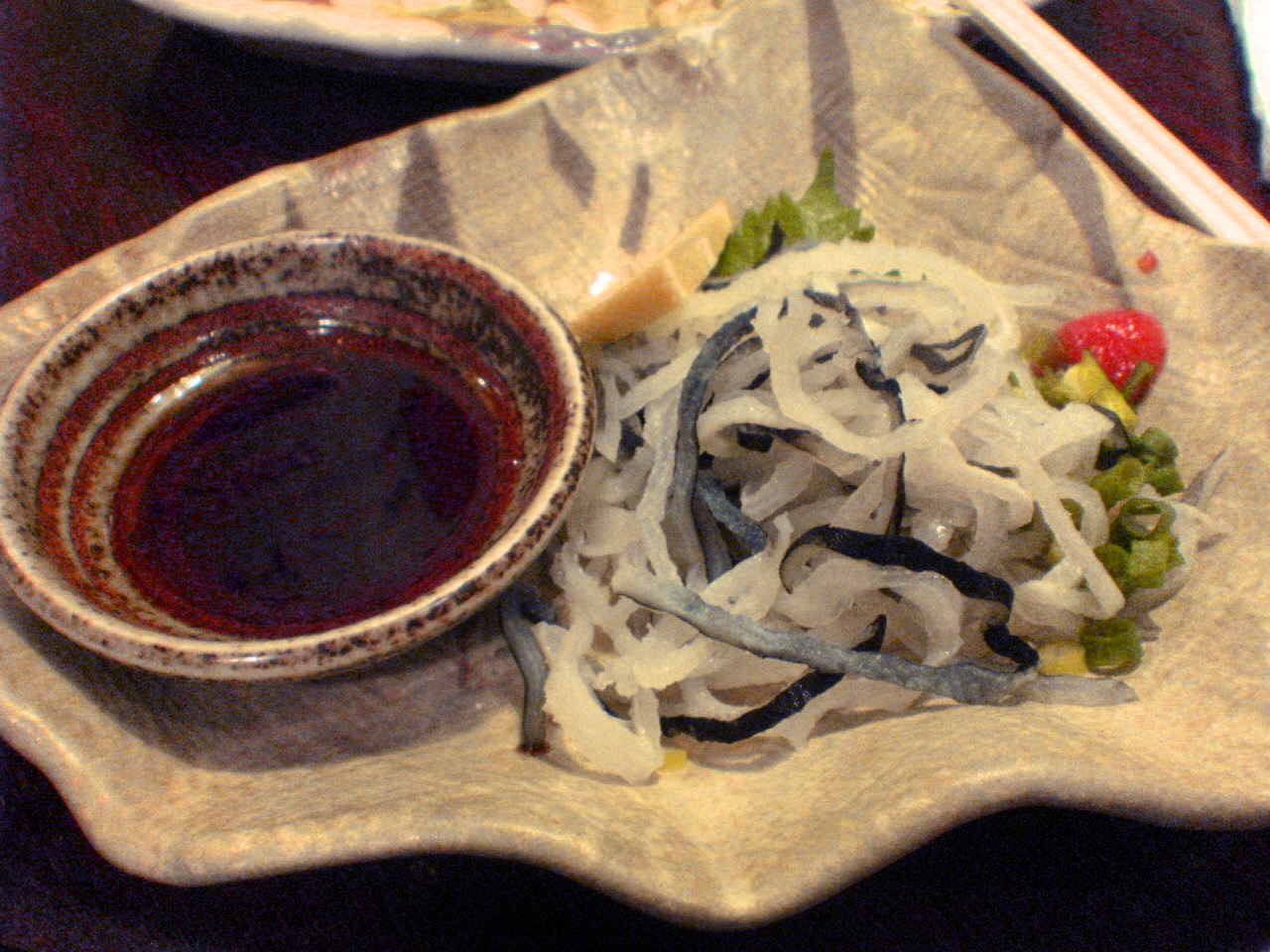
Ponzu (a sinistra) con il fugu

Ponzu (ポン酢?) è una salsa utilizzata comunemente nella cucina giapponese. Tradizionalmente è utilizzata come complemento al tataki o come salsa per il nabemono.

## Caratteristiche
Questo preparato di mirin, aceto di riso, fiocchi di katsuobushi e alga (konbu) viene bollito a fuoco lento. Quando il liquido è raffreddato viene colato per far asciugare il katsuobushi e viene aggiunto succo di yuzu o sudachi.

## Varietà
Ponzu shoyu (ポン酢醤油) è la salsa ponzu unita alla salsa di soia, ma anche in questa varietà è comunemente conosciuto come ponzu.